# Baryscapus stanfordiensis
Baryscapus stanfordiensis is een vliesvleugelig insect uit de familie Eulophidae. De wetenschappelijke naam is voor het eerst geldig gepubliceerd in 1912 door Fullaway.